# Ред Лик (Тексас)
Ред Лик (енгл. Red Lick) град је у америчкој савезној држави Тексас. По попису становништва из 2010. у њему је живело 1.008 становника.

## Демографија
Према попису становништва из 2010. у граду је живело 1.008 становника, што је 155 (18,2%) становника више него 2000. године.
| Група             | 2000.       | 2010.       |
| Белци             | 806 (94,5%) | 903 (89,6%) |
| Афроамериканци    | 27 (3,2%)   | 45 (4,5%)   |
| Азијати           | 1 (0,1%)    | 0 (0,0%)    |
| Хиспаноамериканци | 8 (0,9%)    | 38 (3,8%)   |
| Укупно            | 853         | 1.008       |